# Svenska mästerskapet i handboll för herrar 1942/1943
Svenska mästerskapet i handboll 1942/1943 vanns av Majornas IK. Deltagande lag var DM-vinnarna från respektive distrikt.

## Omgång 1
- Bodens BK–Umeå IK resultat saknas
- Västerås HF–GUIF 10–6
- Motala AIF–IFK Örebro 13–12 (förl.)
- Norslunds IF–Sandvikens IF 5–22

## Omgång 2
- Umeå IK–Sollefteå GIF 13–15
- Västerås HF–Motala AIF 17–9
- IF Leikin–Ystads IF HF w.o.
- IF Hallby–IFK Karlskrona w.o.
- Visby AIK–IFK Lidingö 6–13
- Upsala IF–Sandvikens IF 15–5
- GF Kroppskultur–Majornas IK 12–29

## Kvartsfinaler
- Sollefteå GIF–Västerås HF 8–11
- Ystads IF HF–IFK Karlskrona 13–6
- IFK Lidingö–Upsala IF 12–8 (förl.)
- IFK Skövde–Majornas IK 10–27

## Semifinaler
- Västerås HF–Ystads IF HF 9–8
- IFK Lidingö–Majornas IK 7–14

## Final
- Västerås HF–Majornas IK 8–14